# Alexei Alexandrowitsch Koslow

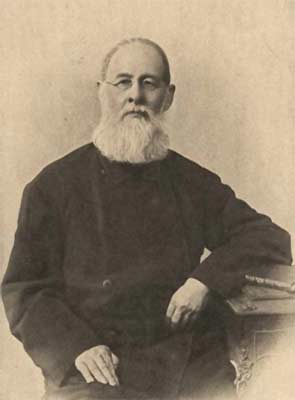
Alexei Alexandrowitsch Koslow (1831–1901), russischer Philosoph und Publizist

Alexei Alexandrowitsch Koslow (russisch Алексей Александрович Козлов, wiss. Transliteration Aleksej Aleksandrovič Kozlov; geb. 1831 in Moskau; gest. 1901 in Sankt Petersburg) war ein russischer Philosoph und Publizist. Er war der Vertreter eines von den deutschen Philosophen Leibniz und Gustav Teichmüller beeinflussten pluralistischen Panpsychismus.

## Leben
Er hatte an der Moskauer Universität studiert und lehrte später, von 1876 bis 1886, als Professor an der Universität in Kiew.
Koslow war ein Schüler von Gustav Teichmüller (1832–1888), der Professor an der Universität von Dorpat (heute Tartu) war. Durch Koslow beeinflusste die von Teichmüller übernommene personalistische Philosophie eine Reihe russischer Philosophen – Jewgeni Bobrow (1867–1933), Sergei Askoldow (1870–1945), Nikolai Losski (1870–1965), Nikolai Berdjajew (1874–1948).
Der genannte Philosoph Sergei Askoldow war sein Sohn.
In vielen philosophiegeschichtlichen Werken taucht Koslows Name auf, genannt seien z. B. die von Losski, Senkiwskyj oder Andrzej Walicki (im Solowjow-Abschnitt: Alexei Koslow und der Panpsychismus).

Das Philosophen-Lexikon von Rudolf Eisler fasst A. Koslows Philosophie kurz zusammen (1912): 

„Der Begriff des Seins entstammt dem Ich-Bewußtsein und wird auf die Außendinge übertragen. Die räumliche Welt ist ein Zeichensystem, dessen An sich geistig ist.“

Randall A. Poole weist darauf hin, dass Koslows Aufsätze zur philosophischen Geschichte und Kritik einen wertvollen pädagogischen einen wertvollen Beitrag zur Bildung leisteten, „insbesondere angesichts der Tatsache, dass die Philosophie zwischen 1850 und 1863 aus den Lehrplänen der russischen Universitäten verbannt war und immer noch versuchte, sich zu erholen“.

## Schriften
- Philosophie als Wissenschaft / Философия, как наука, 1877
- Philosophische Studien / Философские этюды, 1876–80
- Die Entstehung von Kants Theorie von Raum und Zeit / Генезис теории пространства и времени у Канта, 1884